# Patronage laïque de Lorient
Le Patronage laïque de Lorient a été créé en 1926 par Emmanuel Svob, alors maire de Lorient. Il établit dès le mois de mai 1926 les premières colonies de vacances pour les enfants de Lorient au château de Soye (situé dans la commune voisine de Plœmeur) acheté pour les besoins de son développement.

## Présentation
À l'époque, le PLL avait pour objet : « Soutenir moralement, matériellement et pécuniairement tous les enfants fréquentant les écoles publiques de Lorient, à tous les degrés, et toutes les institutions scolaires et post-scolaires, cantines, garderies, colonie de vacances, école pour anormaux, musique, théâtre, cinéma, etc. il pourrait lui-même créer de semblables institutions s’il n’en existait pas… l’Association a également pour but, la pratique de l’éducation physique et des sports ».
Aujourd'hui, l'association propose des activités qui visent toujours l'épanouissement individuel et l'engagement collectif au sein d'une société laïque et solidaire. Elle promeut la valeur éducative du temps libre et pour ce faire s'est organisée autour de 3 secteurs d'activités :
- Le secteur « Sports loisirs Culture » qui offre une multitude d'activités sportives et culturelles, avec des niveaux de pratique allant de l'initiation à la compétition en haut niveau.
- Le secteur « Enfance Jeunesse » qui organise en lien avec la ville de Lorient l'accueil éducatif de proximité des enfants à partir de 2 ans et demi (centres de loisirs et centres de vacances).
- le centre social Polygone Frébault

L'implication d'éducateurs sportifs et d'une animatrice « ludothèque » dans le cadre du Projet éducatif local de la ville de Lorient sur les temps péri-scolaires complètent ses interventions en direction du public Enfance-Jeunesse.
Le PLL est géré par un conseil d'administration de 21 membres. Le président Marc Renault est entouré d'un bureau actif qui se réunit deux fois par mois.
Depuis le 1er janvier 2011, le PLL gère aussi le Centre Social du Polygone, équipement d'animation globale implanté au cœur du quartier Frébault polygone.